# Adolf Albin
Adolf Albin (Bucarest, 1848 – Viena, 1920) fou un destacat jugador d'escacs romanès, nascut al si d'una rica família d'ascendència alemanya procedent d'Hamburg i establerta més tard a Zhitomir (Ucraïna) al segle xix, però que després s'havia mudat a Romania.
|  |

## Biografia
Després d'acabar els seus estudis a la Universitat de Viena, va retornar a Romania, on treballà en el camp editorial gestionant una impremta a Bucarest. Es va associar, com a traductor, amb el baró Bethel Henry von Strousberg, un ric empresari alemany d'origen polonès a qui anomenaven "El rei del ferrocarril".
El 1872 va publicar el primer llibre d'escacs en romanès: Amiculŭ Jocului de Shach. La fallida de von Strousberg el 1875 va fer que Albin anés a viure (amb la muller i tres fills) a Viena, un dels principals centres escaquístics europeus del moment.

## Resultats destacats en competició
Tot i que Albin s'havia iniciat en els escacs al voltant dels vint anys, segons indica The Oxford Companion to Chess, no va començar a participar en torneigs importants fins relativament tard, quan havia arribat a la quarantena.

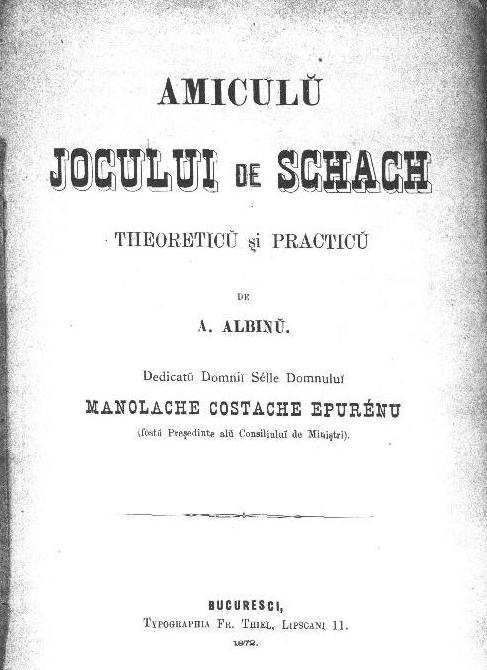
Coberta del primer llibre d'escacs en romanès

El 1890 fou 8è al Memorial Kolisch de Viena, (el campió fou Max Weiss). En aquest torneig hi va introduir (a la seva partida contra Csank) la variant de la defensa francesa 1.e4 e6 2.d4 d5 3.Cc3 Cf6 4.Ag5 Ae7 5.e5 Cfd7 6.h4, que actualment du el nom d'"Atac Chatard-Alekhine", però que durant un temps es va anomenar "Atac Albin".
A Dresden 1892 es classificà a mitjan taula amb 8/17, però hi va vèncer el guanyador del torneig, Tarrasch al seu enfrontament directe.
El 1893 fou 2n, rere Emanuel Lasker al torneig de Nova York, per davant de jugadors del calibre de Harry Nelson Pillsbury i Jackson Showalter. En aquest torneig fou on introduí per primer cop a alt nivell, a la partida contra Lasker, el Contragambet Albin. L'obertura ja havia estat jugada anteriorment, al torneig de Milà 1881 a la partida Salvioli-Cavallotti. La paternitat teòrica d'aquesta obertura pertany a Serafino Dubois, que en va fer algunes anàlisis el 1872.
El 1894 fou segon al torneig de Nova York, rere Wilhelm Steinitz, i per davant de Showalter i Pillsbury; en aquest torneig va guanyar el seu enfrontament directe contra el campió del món Steinitz. Atesa la força de joc dels primers classificats, aquest segon lloc fou probablement el millor resultat de la seva carrera.
Al gran Torneig d'escacs de Hastings 1895 hi fou només 17è (de 22), però hi guanyà cinc partides contra jugadors de primer nivell: Lasker, Txigorin, Schlechter, Teichmann i von Bardeleben. En acabar el torneig, va jugar un matx contra Jackson Showalter, amb el resultat de (+ 7 – 10 = 9).
Posteriorment, retornà al continent europeu, i va disputar diversos torneigs i matxs, amb resultats cada cop més pobres: Nuremberg i Budapest (1896), Berlín (1897), Colònia (1898), matx contra Semion Alapín a Viena el 1900 (+ 1 – 1 = 4), matx contra Georg Marco a Viena el 1901 (+ 2 – 4 = 4), matx contra Jean Taubenhaus a Paris 1901 (+ 0 - 3 = 1), Torneig de Montecarlo 1902
i 1903, Viena 1907. El 1918 encara jugà un mini-match contra Richard Réti, que empatà (+ 1 – 1).
Va morir en un sanatori de Viena el 1920 als 72 anys.